# John Bartram
John Bartram (23 tháng 3 năm 1699, Darby, Pennsylvania - 22 tháng 11 năm 1777, Philadelphia) là một nhà thực vật học, lâm nghiệp và nhà thám hiểm thuở ban đầu của Hoa Kỳ. Carolus Linnaeus đã từng có nhận xét ông là "nhà thực vật học tự nhiên vĩ đại nhất thế giới."
Bartram được sinh ra trong một gia đình nông dân theo giáo phái Quakers ở thuộc địa Pennsylvania. Ông xem mình là một nông dân chất phát, không được giáo dục chính thức ngoài những năm học tại trường học địa phương. Ông có một thời gian dài yêu thích y khoa và các cây thuốc, và ham thích đọc. Sự nghiệp trong ngành thực vật học của ông bắt đầu với một khoảnh vườn nhỏ trong nông trại của ông được dành để trồng những cây mà ông quan tâm; sau đó ông liên hệ với các nhà thực vật học và người làm vườn châu Âu quan tâm đến thực vật ở châu Mỹ, đồng thời ông cũng muốn mở công việc kinh doanh. Ông thực hiện các chuyến đi xa hơn về các thuộc địa châu Mỹ ở hướng đông để thu thập các loài thực vật, từ hồ Ontario ở phía bắc đến Florida ở phía nam và sông Ohio ở phía tây. Nhiều mẫu vật của ông thu thập được vận chuyển đến các nhà sưu tập ở châu Âu.
Bartram được xem là "Cha đẻ của thực vật học Hoa Kỳ", và là một trong những nhà thực vật học thực hành theo Linnaean đầu tiên ở Bắc Mỹ. Những mẫu vật của ông được gửi đến cho Linnaeus, Dillenius và Gronovius, và ông cũng trợ giúp sinh viên của Linnaeus là Pehr Kalm trong chuyến đi thu thập của anh này đến Bắc Mỹ vào khoảng thời gian 1748-1750.
Bartram còn được trợ giúp trong việc thu thập mẫu vật bởi chính quyền thuộc địa. Trong cuốn Diary of a Journey through the Carolinas, Georgia and Florida, viết về một chuyến đi trong khoảng thời gian từ 1 tháng 7 năm 1765, đến 10 tháng 4 năm 1766, Bartram viết về các mẫu vật ông đã thu thập được. Trong khi đang làm việc ở thuộc địa của Anh là Đông Florida ông nhận được sự trợ giúp của Dr. David Yeats, nguyên là bộ trưởng thuộc địa.
Khu vườn rộng 8 mẫu Anh của ông ở Kingsessing bên bờ tây sông Schuylkill, cách trung tâm Philadelphia, Pennsylvania khoảng 3 dặm (5 km) thường được biết đến như là bộ sưu tập thực vật thực sự ở Bắc Mỹ. Ông là một trong những đồng sáng lập viên cùng với Benjamin Franklin, của Hội Triết học Hoa Kỳ vào năm 1743.

## Mối liên hệ với các nhà thực vật học khác

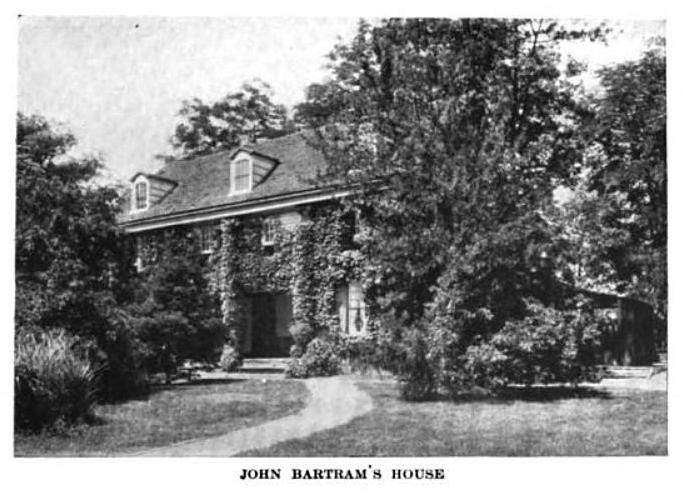
Nhà của John Bartram ở Philadelphia, PA, khoảng 1919

Bartram trở thành một mắt xích đặc biệt trong việc đưa các loại hạt giống từ Tân Thế giới đến những người làm vườn châu Âu: nhiều giống cây và hoa ở Bắc Mỹ được giới thiệu để trồng tại châu Âu bằng con đường này. Bắt đầu từ năm 1733, công việc của Bartram nhận được sự trợ giúp của đồng nghiệp đồng thời là thương gia người Anh Peter Collinson. Collinson vốn là người yêu hoa và là người ủng hộ giáo phái Quaker, và là thành viên của Hội Hoàng gia, ông còn có mối quan hệ khá thân thiết với chủ tịch của hội này là ông Hans Sloane. Collinson chia sẻ những giống cây mới của Bartram với những người bạn của mình và những người làm vườn. Ban đầu bộ sưu tập của Bartram được chuyển tới Lord Petre, Philip Miller làm việc tại Vườn Thảo dược Chelsea, Mark Catesby, Công tước xứ Richmond, và Công tước xứ Norfolk. Trong thập niên 1730, Robert James Petre, 8th Baron Petre của Thorndon Hall, Essex, là người sưu tập hàng đầu các giống cây cỏ Bắc Mỹ ở châu Âu. Tuy nhiên cái chết bất ngờ của Earl Petre và năm 1743 dẫn tới bộ sưu tập đồ sộ các giống cây Bắc Mỹ của ông bị bán đấu giá cho Woburn, Goodwood cùng với nhiều bất động sản tại Anh; sau sự kiện này Collinson trở thành người đại diện chính của Bartram ở Luân Đôn.
Hộp Bartrams được phát hiện sau này, là hộp trong đó chứa hạt giống được gửi đến cho Peter Collinson một cách thường xuyên để phân phối lại cho một danh sách dài những khách hàng, bao gồm Công tước xứ Argyll, James Gordon, James Lee và John Busch, người khởi xướng thành lập vườn ươm Loddiges ở Luân Đôn. Những chiếc hộp này chứa khoảng 100 hay nhiều hơn các loại hạt giống, và thỉnh thoảng có cả mẫu thực vật khô và những mẫu vật hiếm có trong lịch sử tự nhiên. Những cây còn sống khó có thể gửi được và quá đắt đỏ để bảo quản và chuyển đến cho Collinson phục vụ cho vài cuộc họp báo đặc biệt.
Năm 1765 sau khi Collinson và Benjamin Franklin vận động hành lang ở Luân Đôn, George III trao cho Bartram một khoản tiền trợ cấp là 50 bảng mỗi năm với tư cách là Nhà thực vật học của Nhà Vua ở Bắc Mỹ, ông giữ chức vụ này cho đến khi mất. Với vị trí mới được giao, những hạt giống và cây trồng của Bartram cũng được chuyển tới bộ sưu tậpo của hoàng gia tại Vườn Kew. Đồng thời Bartram cũng đóng góp hạt giống cho các vườn thực vật tại Oxford và Edinburgh. Ông được bầu làm thành viên ngoại quốc của Viện Hàn lâm Khoa học Hoàng gia Thụy Điển ở Stockholm vào năm 1769.
Phần lớn các loài thực vật được khám phá bởi John Bartram được đặt tên bởi các nhà thực vật học ở châu Âu. Ông được biết đến rộng rãi ngày này vì việc khám phá và giới thiệu nhiều loại thực vật, cây cỏ ở Bắc Mỹ như kalmia, rhododendron và magnolia; và đưa vào trồng trọt các giống cây như Dionaea muscipulia hay Venus flytrap; và nhiều khám phá các loại cây được mang tên Franklin, Franklinia alatamaha ở miền nam Georgia năm 1765, vốn sau này được đặt tên bởi người con trai của ông là William Bartram. Tên của Bartram được đặt cho giống rêu, Bartramia, và các giống cây ở Bắc Mỹ như, Amelanchier bartramiana, và cây cận nhiệt đới như Commersonia bartramia (Christmas Kurrajong) được trồng từ sông Bellinger River ở bờ biển duyên hải phía đông nước Úc đến Cape York, Vanuatu vàMalaysia.

## Gia đình
Bartram kết hôn hai lần,;ần đầu tiên là vào năm 1723 với Mary Maris (mất 1727), họ có với nhau hai con, Richard và Isaac. Sau cái chết của người vợ thứ nhất, ông kết hôn với Ann Mendenhall (1703–1789) vào năm 1729, và họ có năm con trai và bốn con gái. Người con thức ba, William Bartram (1739–1823) sau này trở thành nhà thực vật học, họa sĩ lịch sử tự nhiên và điểu cầm học nổi tiếng, ông này là tác giả của cuốn sách Travels Through North & South Carolina, Georgia, East & West Florida,…. Philadelphia, James & Johnson, 1791.
Công việc kinh doanh của gia đình John Bartram ở Bắc Mỹ được kế tục bởi người con của ông là Jr. và William Bartram sau cuộc cách mạng Mỹ nổ ra, và khu vườn thực vật của họ vẫn phát triển trong suốt ba thế hệ gia đình Bartram. Vườn của Bartram vẫn đóng vai trò là khu vườn thực vật chính ở Philadelphia cho đến khi người thừa kế cuối cùng của Bartram bán đi vào năm 1850.
Trường phổ thông John Bartram ở Philadelphia được đặt theo tên ông.